# Hispània (província romana)

Mapa de les conquestes d'Hispània

Hispània va ser una província romana que va existir de fet des del 218 aC, quan la República Romana va iniciar la conquesta d'Hispània fins al 197 aC, quan es va dividir en dues províncies, que tenien com a límit natural el riu Ebre, encara que va anar variant al llarg dels anys.
El seu territori era la part oriental i sud de la península Ibèrica. La capital era Tarraco.